# حیات وحش پاکستان

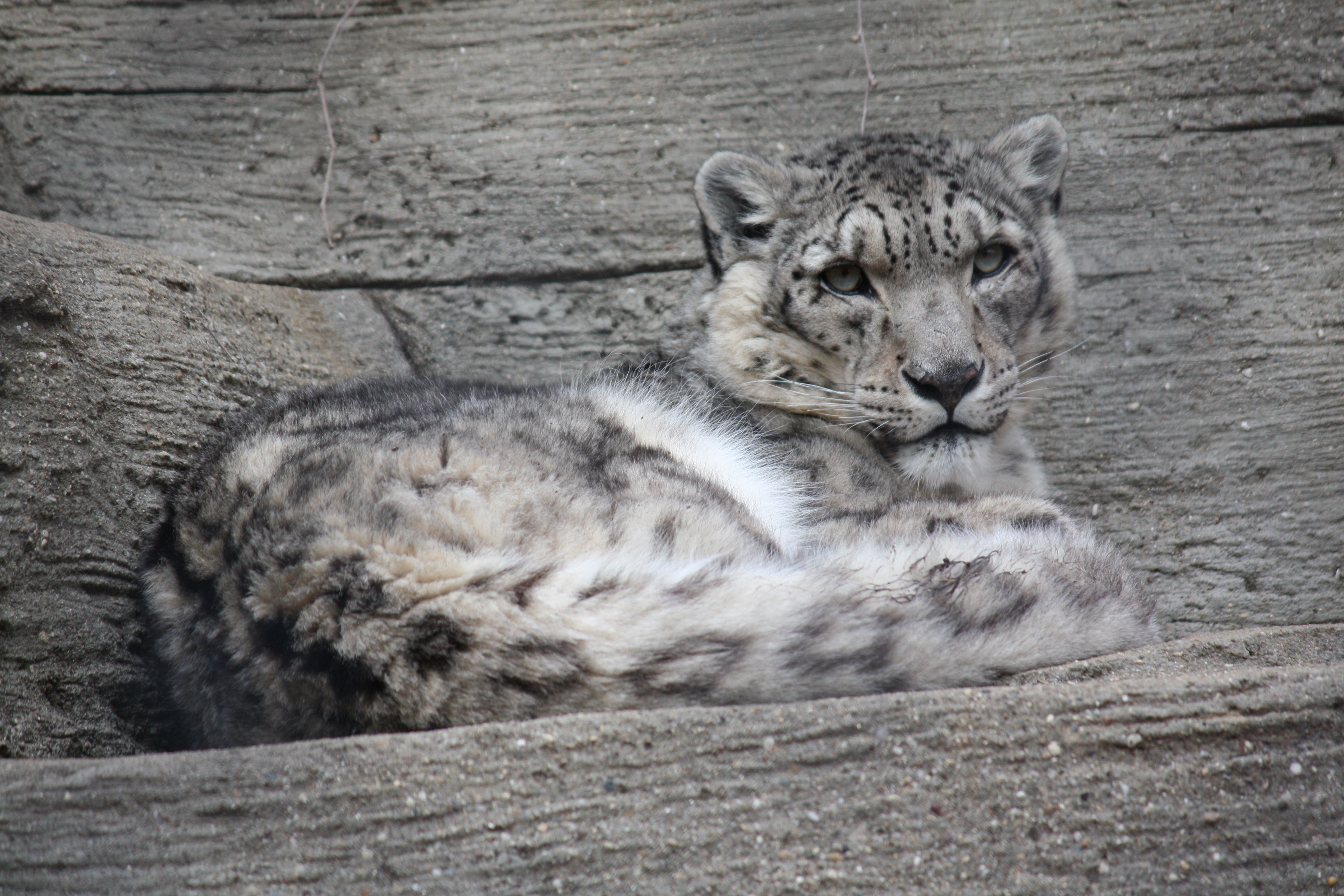
نمایی از یک قلاده پلنگ برفی، از پلنگیان بومی حیات وحش پاکستان

حیات وحش پاکستان شامل گیاگان و زیاگان متنوعی در طیف گسترده‌ای از زیستگاه‌ها از سطح دریا تا نواحی مرتفع در کوهستان‌ها از جمله ۱۷۷ گونه پستاندار و ۶۶۰ پرنده است. این ترکیب متنوع از زیاگان کشور مرتبط با مکان آن در ناحیه گذر بین دو منطقه اصلی زیاگیتاشناختی یعنی دیرین‌شمالگان و خاورزمین می‌باشد.